# Rupert Museum
Il Rupert Museum è un museo di Stellenbosch, in Sudafrica. La sua collezione è considerata la più importante di arte contemporanea sudafricana.

## Storia
Il museo ospita la collezione d'arte cominciata dall'imprenditore e filantropo sudafricano Anton Rupert e da sua moglie Huberte negli anni quaranta.
La collezione comprende opere degli artisti sudafricani Maggie Laubser, Irma Stern, Alexis Preller, Ernest Mancoba, Jacobus Hendrik Pierneef, Walter Battiss, Ezrom Legae, Jean Welz, Peter Clarke, Lucas Sithole e Anton van Wouw. Essa presenta anche lavori di importanti artisti europei come Marc Chagall, Salvador Dalí, Amedeo Modigliani, Pierre-Auguste Renoir e Auguste Rodin, insieme a una vasta collezione di arazzi realizzati da Jean Lurçat.
Nel 2003 cominciò la costruzione del museo su progetto dell'architetto sudafricano Hannes Meiring. È stato completato due anni più tardi, per un totale di circa 2000 metri quadri, compreso di tre sale espositive principali e una zona amministrativa. L'edificio si trova tra i vigneti e le querce lungo il fiume Eerste, e riflette lo stile tipico delle fattorie della regione del Boland.
Esso è stato sottoposto a dei lavori di ristrutturazione nel 2018, riaprendo l'anno successivo con una caffetteria, un laboratorio d'arte e un giardino di piante autoctone.

## Le maggiori opere
Giacomo Balla 
- Linea di velocità + forma rumore, 1913, ottone cromato, 78x115 cm
- Linee di velocità + vortice, 1913, ottone cromato, 80x115 cm
- Velocità e rumore, 1913, alluminio, lastre di ferro e acciaio, 101x118 cm
- Vortice + forme + volume, 1913, ottone cromato, 74x110 cm
- Fuochi d'artificio, 1915, 70x90x80 cm
- Linee forza del pugno di Boccioni II, 1915, lastre di ferro e ottone, 80,5x75,5x25,5 cm

 Marc Chagall 
- Morte di Mosè, acquaforte e acquatinta, 53,5x39 cm
- Sansone toglie le porte di Gaza, acquaforte e acquatinta, 53,5x39 cm

 Salvador Dalí 
- L'Escurial, incisione, 52x74 cm
- Matador, litografia, 75x52 cm
- Tienda de España, incisione, 56x64 cm

 Edgar Degas 
- Donna presa alla sprovvista, 1896, bronzo, 40,5 cm
- Ballerina che guarda la suola del piede destro, bronzo, 67x48 cm

 Max Ernst 
- Tutto in uno più uno, 1971, acquaforte, 39,5x30 cm
- Piccola tartaruga su base rotonda II, 1975, marmo, 32 cm

 Lucio Fontana 
- Concetto spaziale, 1962, ceramica, 25,4 cm

 Nino Franchina 
- Quetzalcoal, 1960, ferro, 254 cm
- Crisalide, 1961, ferro, 91,4 cm
- Roland, 1961, rame e ferro, 81,3 cm
- Tornado, 1961, ferro, 81,3 cm
- Itea, 1962, ferro e rame, 91,4 cm

 Käthe Kollwitz 
- Donna col bambino in grembo, 1911, bronzo, 39x28x31 cm
- Autoritratto, 1926, bronzo,  37x23x28 cm
- La torre delle madri, 1937, Bronze  27 x 28 x 28
- Le mogli dei soldati che salutano, 1937, bronzo, 32,5x25,5x15,5 cm
- Pietà, 1937, bronzo, 38 cm
- Il lamento, 1938, bronzo, 26x26x10 cm
- Gruppo di bambini, 1938, bronzo, 19x7,2x5 cm
- Addio, 1940, bronzo, 17,8x11x9 cm
- Madre che protegge il suo bambino, 1941, bronzo, 16,8x17x4 cm
- Madre che protegge il suo bambino II, 1941, bronzo, 17,8x17,2x5,3 cm
- Madre con due bambini, 1927, bronzo, 76x74x83 cm
- Le mogli di due soldati, 1943, bronzo, 22,5x25x20,5 cm

 Amedeo Modigliani 
- Testa n°4, 1911, bronzo, 72 cm

 Pierre-Auguste Renoir 
- La lavandaia, 1917, bronzo, 35,56 cm

 Medardo Rosso 

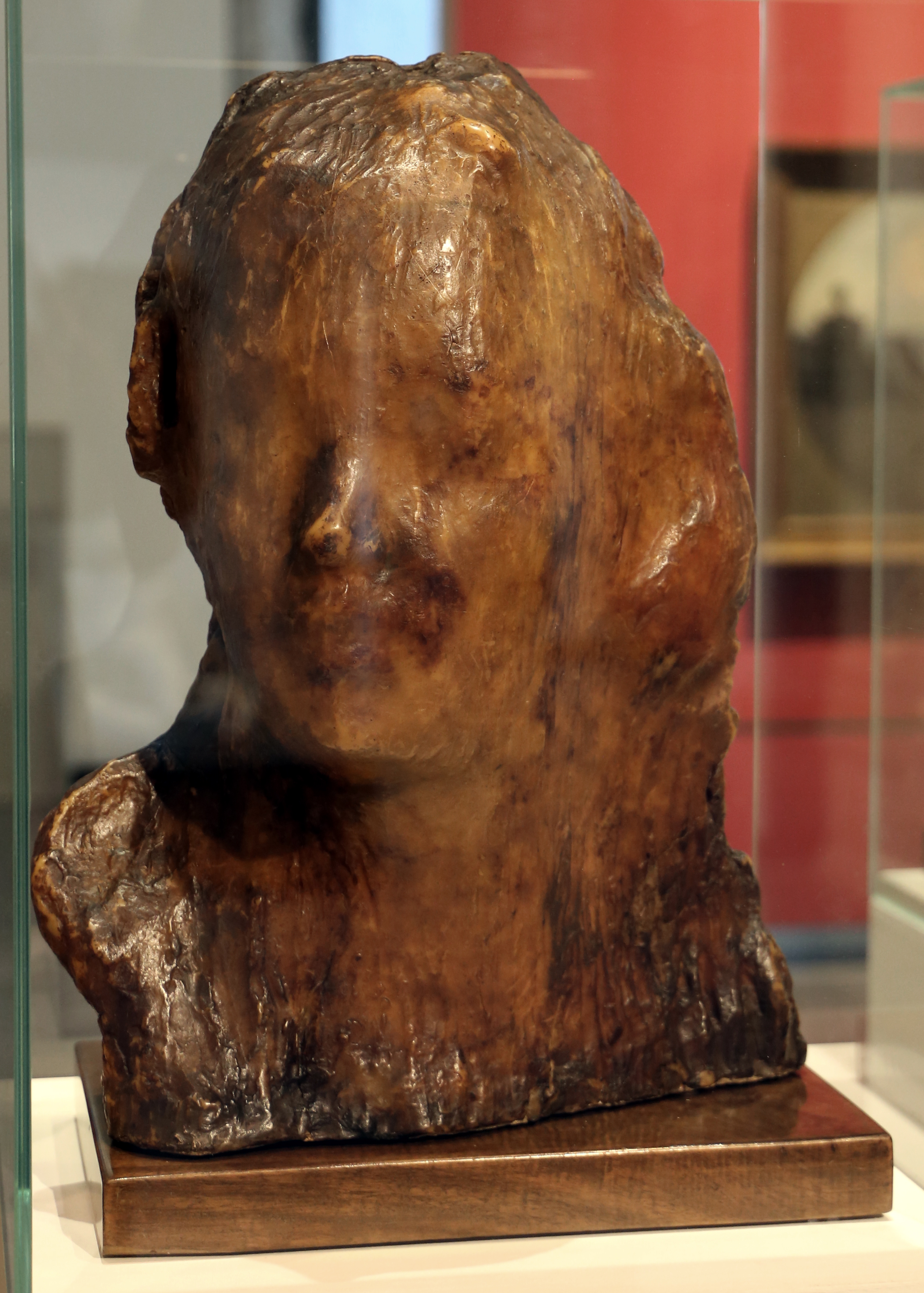
Versione dell'Ecce Puer (1906) in bronzo e gesso, conservata alla Galleria d'arte moderna Achille Forti di Verona

- Bambino ebreo, 1892, cera su gesso, 22,86 cm
- Ecce Puer, 1906, bronzo, 44,45x34,3 cm

 Auguste Rodin 

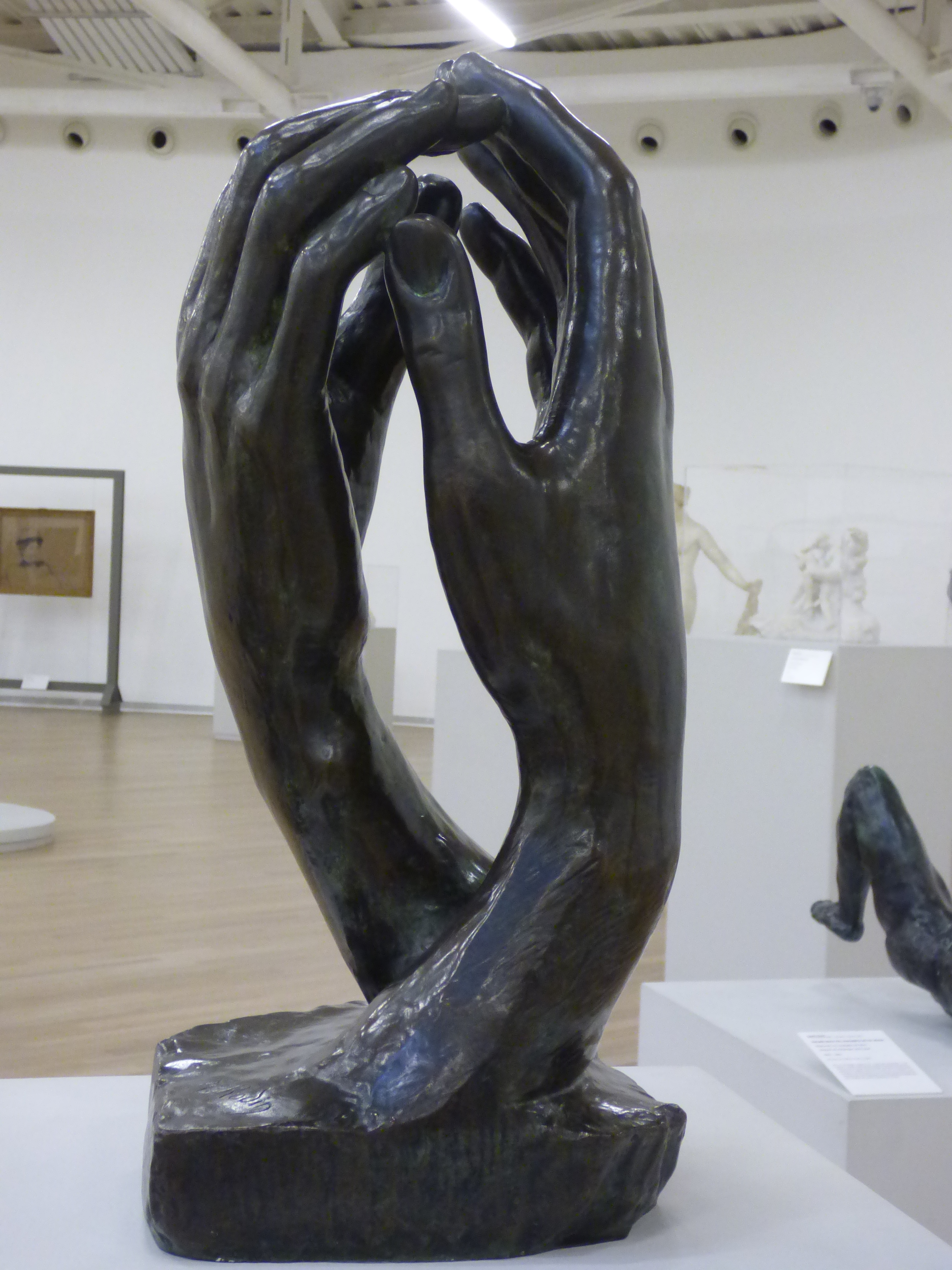
Versione di La cattedrale (1908) conservata al Museo Soumaya di Città del Messico

- L'uomo che cammina, 1877, bronzo, 84,46 cm
- Il pensatore, 1880, bronzo, 37,78 cm
- Maschera di Rose Beuret, 1880, bronzo, 26,67 cm
- Donna in piedi, 1880, bronzo, 36,2 cm
- Fauno inginocchiato, 1884, gesso, 55,88 cm
- Andrieu d'Andres, 1885, bronzo, 45,72 cm
- La mano possente, 1885, bronzo, 46,36 cm
- Figura volante, 1890, bronzo 22,22x39,37 cm
- Iris, messaggera degli dei, 1890, bronzo, 41x42x20 cm
- Il giocoliere, 1892, bronzo 28,89 cm
- Il pianto, 1895, bronzo, 25,08 cm
- Capo grande di Balzac, 1897, grès, 45,72 cm
- Statua di Balzac, 1897, bronzo, 111,76 cm
- Ritratto di Baudelaire, 1898, bronzo, 24,13 cm
- L'atleta, 1903, bronzo, 40x39,37 cm
- Hanako, 1908, bronzo, 29,21 cm
- Torso di una giovane donna, 1909, bronzo, 99,06 cm
- Passo a due, 1910, bronzo, 25,4 cm
- La cattedrale, 1957, bronzo, 64 cm
- Figura nuda di Pierre de Wiessant, 1886, bronzo, 67,95 cm
- Pierre de Wiessant, bronzo, 45,09 cm
- Torso di un uomo, bronzo, 31,7 cm
- Eustache de Saint-Pierre, bronzo, 46,99 cm
- Il bacio, bronzo, 63,5 cm
- Grande bagnante seduto, bronzo, 19,05 cm

 Arnaldo Pomodoro 
- Tavola dei segni, 1957, piombo, 30,5x30,5 cm
- Testa, 1957, bronzo, 30,48 cm
- Omaggio a T. S. Eliot, 1959, piombo, 122x152 cm

 Giuditta Scalini 
- Danzatori, 1958, bronzo, 30,5 cm
- Gli amici, 1958, bronzo, 25,4 cm
- Madre e figlio II, 1958, bronzo, 28 cm
- Figura con uccelli, 1959, bronzo, 25,4 cm
- Il guerriero, 1959, bronzo, 33 cm
- Il palo, 1959, bronzo, 33 cm